# Dondre Whitfield
Dondre Whitfield (ur. 27 maja 1969 w Nowym Jorku) – amerykański aktor.

## Filmografia
- Inny świat (Another World, 1964-1999) jako Jesse Lawrence (1989-1990)
- Bill Cosby Show (The Cosby Show, 1984-1992) jako Robert Foreman (gościnnie)
- Swój chłopak (Homeboy, 1988) jako Billy Harrison
- Martin (1992-1997) jako Trey Foster (gościnnie)
- Nowojorscy gliniarze (NYPD Blue, 1993-2005) jako Oficer Lawrence (gościnnie)
- Z Archiwum X (The X Files, 1993-2002) jako Agent (gościnnie)
- The Crew (1995-1996) jako MacArthur 'Mac' Edwards
- Nash Bridges (1996-2001) jako Jason (gościnnie)
- The Jamie Foxx Show (1996-2001) jako Lodziarz Isaacs (gościnnie)
- Between Brothers (1997-1999) jako James Gordon
- Living in Captivity (1998) jako Curtis Cook
- Przyjaciółki (Girlfriends, 2000) jako Sean Ellis
- Zawód: Szpieg (Secret Agent Man, 2000) jako Davis
- Happy Birthday (2001) jako Trent
- Inside Schwartz (2001-2002) jako William Morris
- Gra dla dwojga (Two Can Play That Game, 2001) jako Dwain
- Co się dzieje w Hidden Hills? (Hidden Hills, 2002) jako Zack Timmerman
- CSI: Kryminalne zagadki Miami (CSI: Miami, 2002) jako Alan Solner (gościnnie)
- Prawie doskonali (2002) jako William (gościnnie)
- Pan 3000 (Mr. 3000, 2004) jako Skillet
- The Salon (2005) jako Ricky
- Salon piękności (Beauty Shop, 2005)
- Zaklinacz dusz (Ghost Whisperer, 2005) jako Mitch Marino (gościnnie)